# Portrait of a man
Portrait of a man is een Romeinse buste uit de eerste eeuw. Het verbeeldt vermoedelijk Sextus Pompeius, een zoon van Pompeius de Grote; maar ook Drusus Germanicus is een goede mogelijkheid. Het na de Tweede Wereldoorlog uit het oog verloren gegane beeld werd in 2018 in een tweedehandswinkel in het Texaanse Austin teruggevonden. De nietsvermoedende antiekhandelaar gaf het de naam Dennis.

## Beschrijving
De circa 22 kilo wegende buste is door een expert van veilinghuis Sotheby's ingeschat als zijnde uit de eerste eeuw na Christus. Omdat details van het beeld, zoals de krullende haarlok op het voorhoofd, de gefronste voorhoofd en de plooien in de nek overeenkomen met die van andere portretten van Sextus Pompeius, wordt vermoed dat het deze Romeinse generaal voorstelt. De historici zijn er echter niet zeker van - ook Drusus Germanicus is een goede mogelijkheid - en de buste is vooralsnog getiteld als Portrait of a man.

## Geschiedenis
De buste maakte ooit deel uit van de collectie van koning Ludwig I van Beieren. Het bevond zich op de binnenplaats van het Pompejanum, een replica van een Romeinse villa in Pompei, in de Beierse stad Aschaffenburg. In 1931 was het aldaar nog gefotografeerd.
Tijdens de Tweede Wereldoorlog raakte de villa ernstig beschadigd bij een bombardement van de geallieerden. Het beeld was toen uit het publieke oog verloren. Vermoedelijk heeft een Amerikaanse militair de buste na de oorlog gestolen en meegenomen naar de Verenigde Staten.
Het werd in 2018 door een antiekhandelaar gevonden in een kringloopwinkel in Austin, Texas. Naar verluidt stond het ietwat versleten beeld op de grond onder een tafel met een gele sticker met de prijs van 35 dollar op de wang geplakt. Omdat het illegaal is om gestolen goederen door te verkopen heeft antiekhandelaar met Beierse autoriteiten afgesproken om de buste weer naar Duitsland te sturen. Tot die tijd staat de buste tentoongesteld in het San Antonio Museum of Art.